# نیکولا باجولی
نیکولا باجولی (ایتالیایی: Nicola Bagioli؛ زادهٔ ۱۹ فوریهٔ ۱۹۹۵ ‏(۳۰ سال)) دوچرخه‌سوار اهل ایتالیا است.
از باشگاه‌هایی که در آن رکاب زده‌است می‌توان به نیپو–وینی فانتینی، و نیپو–وینی فانتینی، اشاره کرد.